# Platycerus sepultus
Platycerus sepultus es una especie de coleóptero de la familia Lucanidae.

## Distribución geográfica
Habita en Alemania.